# Bouffémont
Bouffémont és un municipi francès, situat al departament de Val-d'Oise i a la regió d'Illa de França. L'any 2007 tenia 5.701 habitants.
Forma part del cantó de Domont, del districte de Sarcelles i de la Comunitat d'aglomeració Plaine Vallée.

## Demografia

### Població
El 2007 la població de fet de Bouffémont era de 5.701 persones. Hi havia 1.951 famílies, de les quals 370 eren unipersonals (135 homes vivint sols i 235 dones vivint soles), 469 parelles sense fills, 904 parelles amb fills i 208 famílies monoparentals amb fills.
La població ha evolucionat segons el següent gràfic:
Habitants censats

### Habitatges
El 2007 hi havia 2.067 habitatges, 1.988 eren l'habitatge principal de la família, 13 eren segones residències i 65 estaven desocupats. 1.438 eren cases i 601 eren apartaments. Dels 1.988 habitatges principals, 1.256 estaven ocupats pels seus propietaris, 702 estaven llogats i ocupats pels llogaters i 31 estaven cedits a títol gratuït; 83 tenien una cambra, 113 en tenien dues, 319 en tenien tres, 544 en tenien quatre i 929 en tenien cinc o més. 1.434 habitatges disposaven pel capbaix d'una plaça de pàrquing. A 952 habitatges hi havia un automòbil i a 808 n'hi havia dos o més.

### Piràmide de població
La piràmide de població per edats i sexe el 2009 era:
| Homes | Edats   | Dones |
| ----- | ------- | ----- |
| 0     | 95 o +  | 4     |
| 4     | 90 a 94 | 4     |
| 4     | 85 a 89 | 32    |
| 12    | 80 a 84 | 12    |
| 24    | 75 a 79 | 48    |
| 56    | 70 a 74 | 44    |
| 64    | 65 a 69 | 72    |
| 132   | 60 a 64 | 120   |
| 184   | 55 a 59 | 148   |
| 284   | 50 a 54 | 240   |
| 176   | 45 a 49 | 284   |
| 252   | 40 a 44 | 212   |
| 224   | 35 a 39 | 224   |
| 196   | 30 a 34 | 200   |
| 177   | 25 a 29 | 200   |
| 196   | 20 a 24 | 180   |
| 208   | 15 a 19 | 248   |
| 236   | 10 a 14 | 196   |
| 192   | 5 a 9   | 236   |
| 164   | 0 a 4   | 172   |

## Economia
El 2007 la població en edat de treballar era de 3.835 persones, 2.805 eren actives i 1.030 eren inactives. De les 2.805 persones actives 2.583 estaven ocupades (1.281 homes i 1.302 dones) i 222 estaven aturades (120 homes i 102 dones). De les 1.030 persones inactives 298 estaven jubilades, 444 estaven estudiant i 288 estaven classificades com a «altres inactius».

### Ingressos
El 2009 a Bouffémont hi havia 2.071 unitats fiscals que integraven 5.853 persones, la mediana anual d'ingressos fiscals per persona era de 22.466 €.

### Activitats econòmiques
Dels 165 establiments que hi havia el 2007, 4 eren d'empreses alimentàries, 5 d'empreses de fabricació d'altres productes industrials, 32 d'empreses de construcció, 26 d'empreses de comerç i reparació d'automòbils, 8 d'empreses de transport, 7 d'empreses d'hostatgeria i restauració, 12 d'empreses d'informació i comunicació, 2 d'empreses financeres, 4 d'empreses immobiliàries, 33 d'empreses de serveis, 24 d'entitats de l'administració pública i 8 d'empreses classificades com a «altres activitats de serveis».
Dels 43 establiments de servei als particulars que hi havia el 2009, 1 era una oficina de correu, 1 una oficina bancària, 2 tallers de reparació d'automòbils i de material agrícola, 4 paletes, 3 guixaires pintors, 5 fusteries, 6 lampisteries, 5 electricistes, 5 empreses de construcció, 2 perruqueries, 1 veterinari, 5 restaurants, 2 agències immobiliàries i 1 tintoreria.
Dels 6 establiments comercials que hi havia el 2009, 1 era una botiga de més de 120 m², 4 fleques i 1 una peixateria.
L'any 2000 a Bouffémont hi havia 3 explotacions agrícoles.

## Equipaments sanitaris i escolars
El 2009 hi havia 1 hospital de tractaments de mitja durada (seguiment i rehabilitació), 1 psiquiàtric i 2 farmàcies.
El 2009 hi havia 2 escoles maternals i 3 escoles elementals. Bouffémont disposava d'un col·legi d'educació secundària amb 383 alumnes.

## Poblacions més properes
El següent diagrama mostra les poblacions més properes.